# Sudo
sudo (substitute user do) je příkaz užívaný v unixových systémech. Slouží k vykonání operace s oprávněními jiného uživatele, jímž je obvykle root. Uživatelé oprávnění používat příkaz sudo jsou obvykle při autorizaci dotazováni na svoje vlastní heslo, lze však nastavit, aby byli dotazování na heslo uživatele, jehož oprávnění budou používat, nebo aby nemuseli zadávat heslo vůbec. Po zadání hesla je dále zkontrolováno, zda jsou uvedeni v souboru /etc/sudoers (v tomto souboru je seznam uživatelů, kteří mohou sudo používat).

## Nástroje apodobné programy
visudo je nástroj příkazového řádku, který umožňuje editaci souboru /etc/sudoers v bezpečném režimu. Tento nástroj otevře /etc/sudoers s rozhraním editoru vi (může být změněn díky shellové proměnné EDITOR na jiný editační program), zamezí více současných editací jednoho souboru díky zámku a dále provádí kontroly chyb.
Příkaz sudo využívá rozhraní příkazového řádku, ale existuje několik nadstaveb pro grafické rozhraní. Za zmínku stojí především kdesu pro prostředí KDE a gksudo pro prostředí GNOME. Dále existují uživatelská rozhraní, která nejsou přímo postavena na sudo, ale poskytují podobné dočasné zvýšení úrovně oprávnění pro administrativní účely, jako například Řízení uživatelských účtů v systémech Windows NT a autorizace služeb v Mac OS X.